# 洛兹
洛兹（法語：Looze，法語發音：[loz]）是法国勃艮第-弗朗什-孔泰大区约讷省的一个市镇，属于欧塞尔区。

## 地理
洛兹（47°59'33"N, 3°26'24"E）面积6.36 平方千米，位于法国勃艮第-弗朗什-孔泰大區约讷省，该省份为法国中北部内陆省份，西接卢瓦雷省，西北接塞纳-马恩省，南至涅夫勒省，东临科多尔省，东北与奥布省接壤。
与洛兹接壤的市镇（或旧市镇、城区）包括：布里永、茹瓦尼、拉罗什-圣西德鲁瓦纳。
洛兹的时区为UTC+01:00、UTC+02:00（夏令时）。

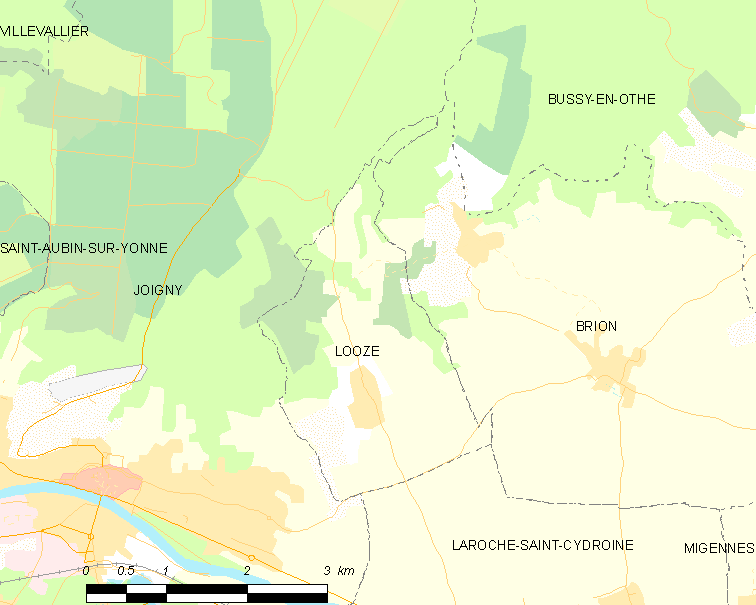
洛兹的OSM定位图

## 行政
洛兹的邮政编码为89300，INSEE市镇编码为89230。

## 政治
洛兹所属的省级选区为茹瓦尼县。

## 人口

1962-2008年间洛兹人口变化图示

洛兹于2022年1月1日时的人口数量为438人。